# Nagi no Asukara
Nagi no Asukara (凪のあすから?), también conocido por su abreviación de NagiAsu, es un anime japonés producido por P.A. Works. La serie gira en torno a cinco jóvenes de secundaria; Manaka Mukaido, Hikari Sakishima, Chisaki Hiradaira y Kaname Isaki, quienes han cuidado de Manaka y Tsumugu Kihara, su nuevo amigo de la superficie. Una adaptación a manga por Riso Maeda fue publicado en la revista Dengeki Daioh de la editorial ASCII Media Works.

## Argumento
En el pasado, la civilización humana vivía en el fondo del océano. Sin embargo, había muchos humanos que deseaban vivir en la superficie y se mudaron a ella, causando una separación entre los seres humanos. Después de que su escuela cerrase, cuatro estudiantes de secundaria del mar deben asistir a una escuela de la superficie. La historia cuenta todo acerca de sus vidas mientras se adaptan a un nuevo entorno y empiezan a surgir las relaciones entre los demás.

## Personajes

### Principales
Hikari Sakishima (先島 光 Sakishima Hikari?)
Seiyū: Natsuki Hanae, Megumi Han (joven), Javier Olguín (español latino)
Protagonista principal de la serie y uno de los cuatro amigos del mar. Tiene un muy mal genio y por lo general está regañando a Manaka por sus errores, sin embargo está enamorado de ella, sintiendo celos de Tsumugu por ser el interés amoroso de Manaka, aunque poco después se vuelven amigos. Él es el hijo del sumo sacerdote que sirve al Dios del Mar. En un principio siente un odio por todas las personas de la superficie, sin embargo, al darse cuenta de las relaciones amorosas entre las personas del mar y de la tierra (como el de su hermana Akari e Itaru), comprende poco a poco que no hay diferencia entre la gente de la tierra y del mar. Él más tarde le confiesa sus sentimientos a Manaka, mientras que ella le promete dar una respuesta después del Ofunehiki. En el festival del Ofunehiki salvaría a Akari de ser llevada por el Dios del Mar, sin embargo al tratar de salvar a Manaka cae inconsciente y desaparece, entrando en hibernación. Después del salto del tiempo de cinco años, Hikari despierta durante el Tomoebi sin señales de envejecimiento.
Manaka Mukaido (向井戸 まなか Mukaido Manaka?)
Seiyū: Kana Hanazawa, Valeria Mejía (español latino)
Amiga de la infancia de Hikari y objetivo amoroso de este, es una estudiante inocente con un gran corazón. Ella es altamente dependiente de Hikari y Chisaki, aunque con el paso del tiempo ella empieza a ser más independiente. Manaka es considerada la centro del grupo. Ella parece tener sentimientos amorosos hacia Tsumugu desde su primer encuentro, siendo ajena a los sentimientos de Hikari hasta que él se le confiesa, poco después le promete dar a Hikari una respuesta a su confesión. En el festival del Ofunehiki, ella decide tomar el lugar de Akari como sacrificio al Dios del Mar, desapareciendo poco después de que Hikari tratara de salvarla. Luego de que Hikari y Kaname despertaran de la hibernación ellos entran al mar con el objetivo de ver el estado actual de Shioshishio y ver a Manaka, siendo Hikari el que la salva de casi haber muerto por estar perdiendo su ena bajo el agua. Después es llevada a la casa de Miuna y al paso de dos semanas ella despierta, aparentemente ajena a lo que ha ocurrido. Después de ello, Miuna y Hikari encuentran a Uroko-Sama en la superficie, este les menciona a Manaka que se le fue quitada la capacidad de poder amar alguien, es decir, que todos los recuerdos de amor que tuvo con Tsumugu y Hikari fueron borrados por el Dios del mar.
Después de hacer nuevamente el ofunehiki, Manaka recupera sus recuerdos pero Miuna se ofrece como sacrificio y es llevada al cementerio de ojoshi-sama
Chisaki Hiradaira (比良平 ちさき Hiradaira Chisaki?)
Seiyū: Ai Kayano, Cynthia Chong (español latino)
Una de las estudiantes del mar y amiga de Hikari y el resto. Chisaki está enamorada de Hikari, pero tiene miedo de confesárselo, debido a que ella sabe que él está enamorado de Manaka y no quiere estropear la relación de amistad entre los cuatro amigos. Ella más tarde se entera de los sentimientos de Kaname hacia ella y poco después confiesa su amor a Hikari después de que este se le confesara a Manaka. En el festival del Ofunehiki, salvaría a Tsumugu de ser arrastrado por las olas, mas no logra salvar a Kaname, entrando en shock después de perder a todos sus amigos. Sería la única del mar que evitaría la hibernación. Después del salto del tiempo de cinco años, ella vive con la familia de Tsumugu y está estudiando enfermería después de acabar la secundaria. Chisaki se da cuenta de que está enamorada de Tsumugu pero no lo quiere admitir debido a que sentiría que está traicionando a todos sus amigos que estuvieron dormidos.
Kaname Isaki (伊佐木 要 Isaki Kaname?)
Seiyū: Ryōta Ōsaka, Sergio Maya (español latino)
Uno de los estudiantes del mar, es el mejor amigo de Hikari, además de es muy maduro y tranquilo para su edad. Él está enamorado de Chisaki y se preocupa profundamente por ella, a veces estando celoso de la relación cercana entre Chisaki con Hikari y Tsumugu. Más tarde decide dejar de ser un observador y confiesa sus sentimientos a Chisaki, además de que presiona a Hikari para que este se le confiese a Manaka. En el festival del Ofunehiki, ayuda a Chisaki a rescatar a Tsumugu, sin embargo cae del barco donde iban poco después de ver a Chisaki abrazando a Tsumugu, entrando en hibernación. Después del salto del tiempo de cinco años, de manera similar a Hikari, Kaname despierta sin señales de envejecimiento.
Tsumugu Kihara (木原 紡 Kihara Tsumugu?)
Seiyū: Kaito Ishikawa, Óscar López (español latino)
Habitante de la superficie y nieto de un pescador, Tsumugu conoce a Manaka cuando accidentalmente la atrapa con la red de su barco. Él es muy tranquilo y estoico y tiene mucho interés por el mar, debido a que su abuelo proviene de allí. Él se hace amigo de Hikari y sus compañeros del mar, además de que es consciente de los sentimientos de Chisaki por Hikari. Él tiene una mala relación con su madre. En el festival Ofunehiki, él sería rescatado por Chisaki y Kaname de ser arrastrado por las olas. Después del salto del tiempo de cinco años, él está asistiendo a la universidad como estudiante de oceanografía. Él está investigando acerca de los pueblos del mar y su relación con los cambios climáticos de la superficie. Ha desarrollado sentimientos amorosos hacia Chisaki.
Miuna Shiodome (潮留 美海 Shiodome Miuna?)
Seiyū: Mikako Komatsu, Ale Pilar (español latino)
Una niña de tercer grado de escuela primaria, ella es la hija de Itaru y Miori. Miuna conoció a Akari cuando era pequeña y la quería mucho, pero el temor a perderla al igual que su madre hizo que ella negara a Akari como su nueva madre. Más tarde, con la ayuda de Hikari y el resto de sus amigos, supera su miedo y acepta a Akari como su familia. Ella poco después se enamora de Hikari. Después del salto del tiempo de cinco años, ella asiste a la escuela secundaria junto a Sayu, mientras sus sentimientos por Hikari se hacen más fuertes.
Sayu Hisanuma (久沼 さゆ Hisanuma Sayu?)
Seiyū: Kaori Ishihara, Stefanie Izquierdo (español latino)
Una niña de tercer grado de primaria, ella es la mejor amiga de Miuna y tiene un carácter más violento y fuerte que su amiga. Ella tiene sentimientos por Kaname. Después del salto del tiempo de cinco años, ella asiste a la escuela secundaria junto a Miuna. Ella ha decidido estudiar duro y convertirse en una mujer independiente, pero un cambio en la historia, hace que se replantee lo que ha decidido.

### Residentes de Shioshishio
Tomoru Sakishima (先島 灯 Sakishima Tomori?)
Seiyū: Masuo Amada, Raúl Solo (español latino)
El padre de Hikari y Akari, es el sumo sacerdote de Shioshishio. él se preocupa por sus hijos y quiere que ellos tomen sus propias decisiones.
Uroko-sama (うろこ様 Uroko-sama?)
Seiyū: Kousuke Toriumi, Gabriel Basurto (español latino)
Una escama y mensajero del Dios del Mar. Él es responsable de que se cumplan las leyes del pueblo. Es algo pervertido y disfruta bebiendo sake.

### Residentes de Oshiooshi

#### Familia Shiodome
Akari Shiodome (潮留 あかり Shiodome Akari?)
Seiyū: Kaori Nazuka, Romina Marroquín (español latino)
Es la hermana de Hikari y está casada con Itaru, el padre de Miuna. Ella era amiga de Miori y creció junto a su familia. Cuando Miori murió ella quería estar allí para apoyarlos. Durante el festival del Ofunehiki, ella se ofrecería como sacrificio, pero antes de que el Dios del Mar se la llevara, Manaka toma su lugar aduciendo que ella tenía una familia a quien proteger. Después del salto del tiempo de cinco años, ella tiene un hijo llamado Akira.
Itaru Shiodome (潮留 至 Shiodome Itaru?)
Seiyū: Junji Majima, Miguel de León (español latino)
Es el padre de Miuna. Su primera esposa, Miori, era del mar. Después de varios años de recuperarse de la muerte de Miori, comienza poco a poco una relación con Akari y finalmente se casa con ella. Después del salto del tiempo, tiene un hijo llamado Akira.
Akira Shiodome (潮留 晃 Shiodome Akira?)
Seiyū: Shizuka Ishigami, Jorge Rafael (español latino)
Es el hijo de Akari e Itaru. Es el sobrino de Hikari que nació mientras él estaba en hibernación. Es bastante travieso y sólo escucha a su hermana, Miuna.
Miori Shiodome (潮留 みおり Shiodome Miori?)
Seiyū: Aya Endō, Montserrat Aguilar (español latino)
Es la difunta madre de Miuna y amiga íntima de Akari. Ella era del mar, pero se mudó a la superficie para casarse con Itaru.

#### Compañeros de clase de Hikari
Takeshi Egawa (江川 岳 Egawa Takeshi?)
Seiyū: Kengo Kawanishi, Diego Becerril (español latino)
Compañero de clase de Hikari, participó en la construcción de la estatua del Ofunehiki. Después del salto temporal, se comenta que embarazó a su novia por lo que decide casarse con ella, dejar la universidad y trabajar en la empresa de su suegro.
Shun Sayama (狭山 旬 Sayama Shun?)
Seiyū: Yoshitsugu Matsuoka, Héctor Mena (español latino)
Compañero de clases que ayudó en la estatua del Ofunehiki. Después del salto temporal, está trabajando como el joven maestro en la tienda donde trabaja Akari. Le gusta jugar pachinko.
Kaori Akiyoshi (秋吉 香 Akiyoshi Kaori?)
Seiyū: Yurika Kubo, Gloria Chávez (español latino)
Compañera de clases que ayudó en la estatua del Ofunehiki. Le gusta sorprender a Chisaki.
Yū Seiki (清木 憂 Seiki Yū?)
Seiyū: Ikumi Hayama, Claudia Bramnfsette (español latino)
Compañera de clases que ayudó en la estatua del Ofunehiki. Tiene interés en Kaname.

#### Compañeros de clase de Miuna
Atsushi Minegishi (峰岸 淳 Minegishi Atsushi?)
Seiyū: Ayumu Murase
Compañero de clase de Miuna, se le confesó a ella pero fue rechazado.

#### Otros
Isamu Kihara (木原 勇 Kihara Isamu?)
Seiyū: Motomu Kiyokawa
Antiguo habitante del mar y también el abuelo de Tsumugu, actualmente trabaja como pescador. Después del desastre ocurrido durante el Ofunehiki, acepta a Chisaki en su casa. Después del salto temporal, se le muestra en el hospital recuperándose después de que su salud se deterioró.
Satoru Mihashi (三橋 悟 Mihashi Satoru?)
Seiyū: Shinji Kawada
Profesor de investigación de Tsumugu en la universidad.

## Media

### Manga
Una adaptación a serie de manga, escrita por Proyect-118 e ilustrado por Riso Maeda, comenzó a serializarse en junio del 2013 en la revista Dengeki Daoh de ASCII Media Works. El primer volumen fue lanzado el 27 de setiembre de 2013.

### Anime
La serie de anime es producida por P.A. Works y dirigida por Toshiya Shinohara. El guion está escrito por Mari Okada y los diseños originales de la serie fueron hechos por Buriki. El primer opening es "lull (Soshite Bokura wa)" (lull〜そして僕らは〜?) por Ray, y el primer ending es "Aqua Terrarium" (アクアテラリウム Akua Terariumu?) por Nagi Yanagi para los episodios del 1 al 13. Para los episodios 14 al 26 el opening es "Ebb and Flow" por Ray y el ending es "Mitsuba no Musubi me" por Nagi Yanagi.